# Butch Patrick

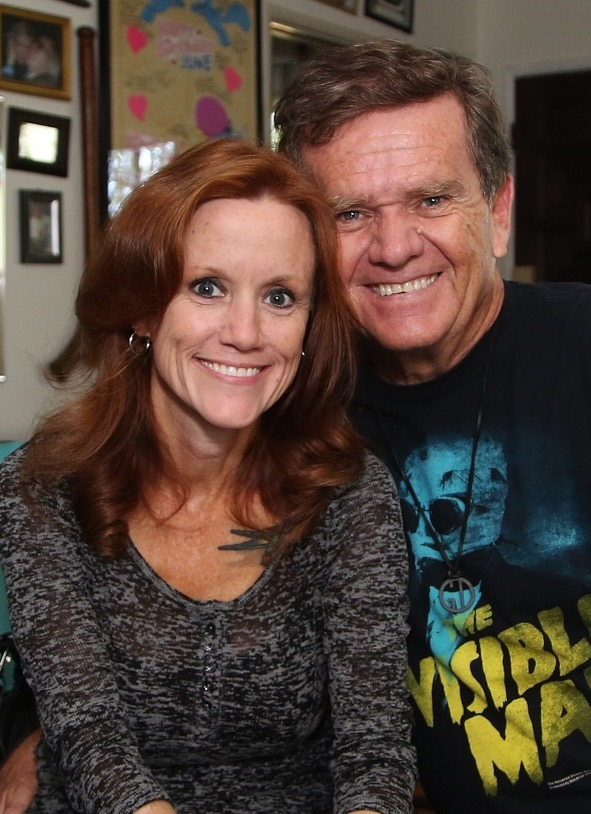
Butch Patrick.

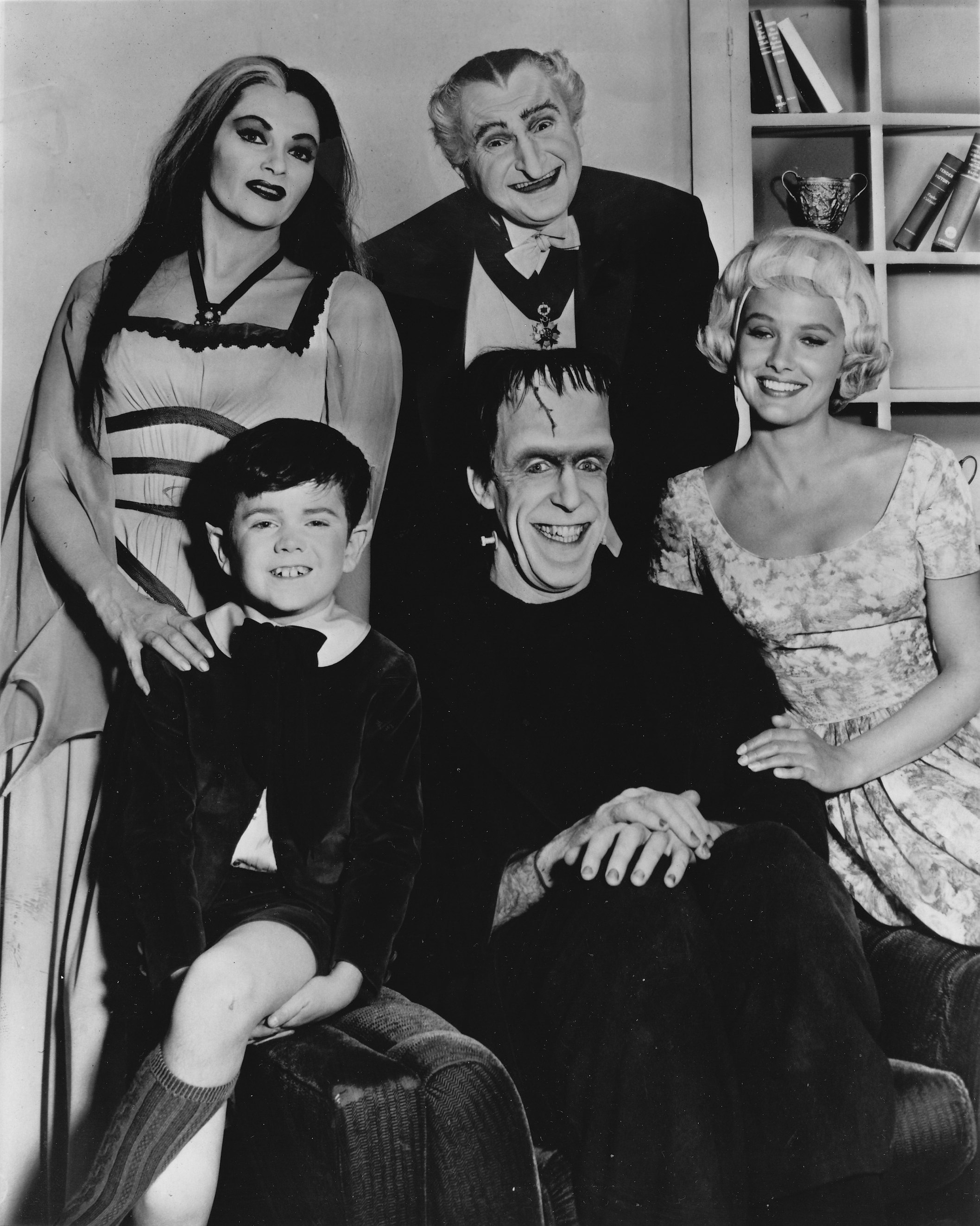
El elenco de Munsters 1964

Patrick Alan Lilley (Los Ángeles, California, 2 de agosto de 1953), más conocido como Butch Patrick, es un actor estadounidense más conocido por su papel como Eddie Munster en la serie de televisión The Munsters (1964-1966) por la que recibió 600 dólares por episodio, además de ser uno de los miembros del elenco en permanecer con vida junto a Pat Priest. También desempeñó los personajes principales en la serie de televisión de animación Lidsville (1971-1973), y Milo la película de 1969 The Phantom Tollbooth basada en el libro infantil de 1961 The Phantom Tollbooth.
Patrick hizo varias apariciones en otros espectáculos durante la década de 1960, como Mister Ed, Mi Marciano Favorito, Daniel Boone, The Monkees y Gunsmoke. También actuó en ocho episodios de My Three Sons como el personaje Gordon Dearing. Más recientemente, proporcionó la voz para la imagen animada de él en Los Simpson, y en un episodio del programa Star Dates.
En la década de 1980, formó una banda de rock, con la ayuda del productor y exbajista de Curved Air Phil Kohn,[cita requerida] llamado Eddie y los monstruos y lanzó un solo sencillo titulado "Whatever Happened to Eddie?"
A principios de 2007, él y Pat Priest asistieron al funeral de su vieja amiga Yvonne De Carlo.
Al igual que muchos actores de los años 1960, Patrick no recibe pago efectuado de las repeticiones de Los Munsters.
Quedó clasificado en el puesto #45 de las 100 estrellas más grandes de VH1.
Butch Patrick vive en Long Island, Nueva York. Completó su biografía por medio del autor Helen Darras. El libro publicado a principios de 2008 se tituló "Eddie Munster AKA Butch Patrick."
En el verano de 2011 le fue diagnosticado cáncer de próstata.

## Filmografía
- La familia Monster (2022)[1]
- Soupernatural (2010)
- It Came from Trafalgar (2007)
- Macabre Theatre Halloween Special (2006)
- Spaced Out (2006)
- Frankenstein vs. the Creature from Blood Cove (2005)
- Surge of Power (2004)
- Magic Al and the Mind Factory (2000)
- Here Come the Munsters (1995)
- Scary Movie (1989)
- The Sandpit Generals (1971)
- The Phantom Tollbooth (1970)
- 80 Steps to Jonah (1969)
- The One and Only, Genuine, Original Family Band (1968)
- The Young Loner (1968)
- Munster, Go Home! (1966)
- The Munsters (1964)
- One Man's Way (1964)
- The Real McCoys (1957)
- A Child Is Waiting (1963)
- Pressure Point (1962)
- Hand of Death (1962)
- The Two Little Bears (1961)